# Хюнтен, Франц
Франц Хюнтен (нем. Franz Hünten; 1792—1878) — немецкий пианист и композитор.

## Биография
Франц Хюнтен родился 26 декабря 1792 года в Кобленце в семье органиста Даниэля Хюнтена, который также давал уроки Анри Герцу. Как и Герц, он переехал в столицу Франции, где поступил учиться в Парижскую консерваторию. Вскоре начал писать приятную и технически нетребовательную фортепианную музыку: рондо, фантазии, вариации, танцы и т.д.
Первый громкий успех пришёл к Хюнтену в Венеции, после чего он стал получать довольно приличные гонорары.
Среди многочисленных сочинений композитора наиболее известны: трио, вариации, фантазии на мотивы из опер.
Через два года после написания  «Nouvelle méthode pour le piano-forte», op. 60 (1833 год), он вернулся в Кобленц, где продолжал сочинять, затем снова приехал в Париж, но в 1848 году снова возвратился в родной город, где и прожил до самой смерти.
Франц Хюнтен скончался 22 февраля 1878 года.
Его брат Вильгельм Хюнтен — автор весьма известной в XIX веке фортепианной школы «Méthode nouvelle et progressive pour le piano», переведенной на многие языки.
Сын Ф. Хюнтена Эмиль Хюнтен (1827—1902) стал известным художником.